# Short de bain

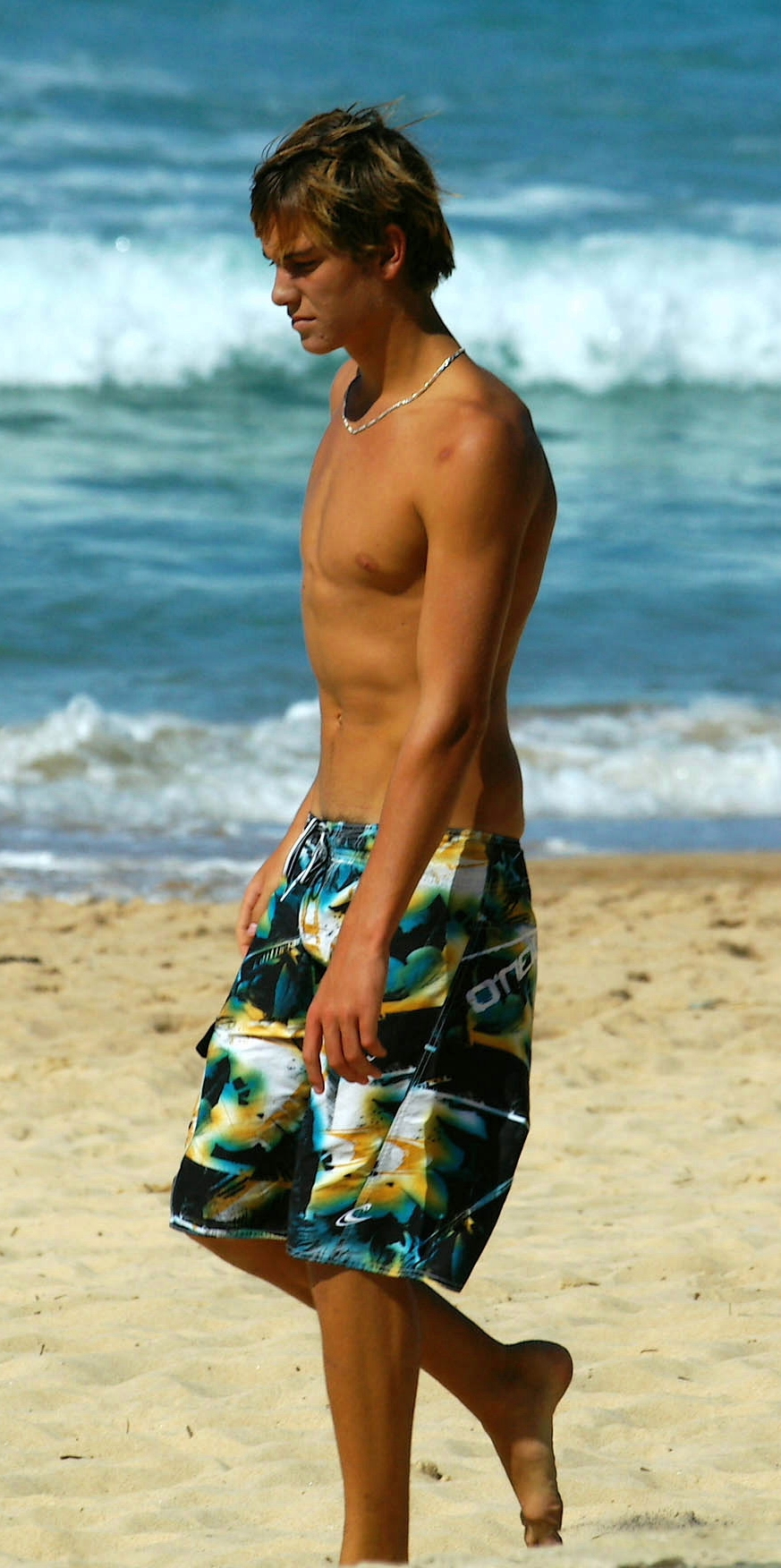
Un joueur de volleyball de plage porte un boardshort.

Le short de bain ou shorty mini est un type de short spécialement adapté à la natation. Il est populaire dans certains pays chez les jeunes. En France, il est principalement utilisé à la plage, car son usage est interdit dans les piscines publiques pour des raisons d'hygiène. Il est fait d'un tissu synthétique fin qui sèche vite et comprend à l'intérieur un slip en filet de mesh conçu pour évacuer l'eau.
Il est à distinguer du boardshort qui n'est pas un maillot de bain : plus long qu'un short de bain, il arrive au genou. Le boardshort est fait d'une toile plus épaisse et surtout il ne comprend pas de slip en filet de mesh. Un boardshort n'est pas fait pour se baigner, mais comme son nom l'indique, pour faire du surf (board en anglais).
En matière de longueur sur le côté, le short de bain couvre généralement la mi-cuisse et s'approche du genou qu'il peut couvrir en fonction du modèle et de la morphologie de son porteur. Quelques femmes portent également un short de bain.

## Interdiction des shorts/caleçon de bain dans les piscines
En France, l'immense majorité des piscines ouvertes au public interdisent des maillots non collant à la peau, y compris pour filles ou femmes (jupettes de bain, par exemple).
Les motivations sont les suivantes :
- hygiène : certains hommes portent ces tenues toute la journée, donc transpirent dedans[1],
- ordre et fonctionnement du service : un habit comportant des poches, peut occasionner des pertes d'objets dans la piscine[1],
- sécurité : une tenue ample permet de dissimuler une arme, par exemple, ou de la drogue.[réf. nécessaire]